# La Tremor
La Tremor és un indret del terme municipal de Conca de Dalt, a l'antic terme d'Hortoneda de la Conca, al Pallars Jussà, en territori que havia estat del poble de Pessonada.
Està situat al nord-oest del poble de Pessonada, als peus de l'extrem nord-occidental de la cinglera de la Serra de Pessonada, a llevant del poble de Sant Martí de Canals i a ponent de la Portella. Queda limitada al nord-oest pel barranc de Miret i al sud-est pel barranc de les Lleres. Un bon tros de la carretera que mena al poble de Pessonada discorre per la part baixa de la Tremor.
Consta de 13,2830 hectàrees de conreus de secà, pastures, alguns ametllers i zones de matolls.